# Soft Hair
Soft Hair ist eine britische Band mit den Musikern Connan Mockasin und Samuel Eastgate, besser bekannt unter dem Pseudonym Sam Dust.

## Geschichte
Soft Hair entstand aus der Bekanntschaft beider Musiker heraus, als sich diese erstmals im Jahr 2007 auf einer Musikbusiness-Party, zu der sie gemeinsam engagiert waren, in Streit gerieten, als jeweils beide beschuldigt wurden Mikrofone und eine große Schweine-Skulptur entwendet zu haben. Nachdem aber Mockasin die damalige Band von Estagate, Late of the Pier auf einer Tournee begleitete und infolgedessen eine Zusammenarbeit beider Künstler möglich wurde, fiel die Entscheidung gemeinsam an einer zukünftigen Albumveröffentlichung zu arbeiten.
Nach fünfjähriger Vorbereitungszeit, bei der die einzelnen Titel des Albums an den unterschiedlichsten Orten in aller Welt vorbereitet und aufgezeichnet wurden, erfolgte die Erstveröffentlichung beider Musiker am 28. Oktober 2016. Neben dem Album Soft Hair, wurde gleichzeitig die Single Lying Has To Stop ausgekoppelt.

## Diskografie
Alben
- Soft Hair (2016; Domino Records, Weird World Records)

Singles
- Lying Has To Stop (2016; Domino Records, Weird World Records)
- Relaxed Lizard (2016; Domino Records, Weird World Records)